# Конверзивни поремећај
Конверзивни поремећај личности (енгл. Conversion disorder CD), представља болест повезану сa неким неуролошким оштећењем, иако прегледи показују да телесни органи и нервни систем нормално функционишу. Болесници могу доживети делимичну или потпуну укљештеност руку или ногу. Вид може бити озбиљно поремећен. Афонија – губитак нормалног гласа и свих облика говора осим шапутања; анозмија – губитак или поремећај осећаја њуха; лажна трудноћа. Конверзивни симптоми својим карактеристикама показују да су повезани с психолошким узрочницима. Обично се појављују изненадно у стресогеним ситуацијама, омогућујући особи да избегне неку нежељену делатност или одговорност или стекне силно жељену пажњу.

## Клиничка слика
Главно је обележје конверзивног поремећаја је присутност дефицита вољне, моторичке или осећајне функције који подсећају и упућују на неку неуролошку болест или неки други поремећај. За симптом или дефицит, везани су психолошки чимниоци, јер је се дешава да, при појави или погоршању симптома или дефицита претходи конфликт или други стресни моменат. 
Обично се код болесника и пре појаве поремећаја могу уочити нека одступања у међуљудским односима, а симптоми које показује болесник могу одговарати симптомима телесне болести коју имају блиски рођаци или пријатељи. Често се благи и пролазни облици ових поремећаја виде у адолесценцији, посебно код девојака, док се хронични облици обично налазе код одраслих људи младе доби. Мањи број особа успоставља понављајући образац реакције на стрес продукцијом ових поремећаја које могу још показивати и у средњем и старијем животном добу. Симптоми нису намерни или индуковани као код умишљеног поремећаја или симулирања.
За дијагнозу конверзивног поремећаја потребно је да се идентификују симптоми; оштећење у социјалном, радном или другим важним подручјима функционисања; или чињеницом да оправдава медицинске налазе. Моторички симптоми или дефицити укључују оштећену координацију или равнотежу, парализу или локалну слабост, афонију, отежано гутање или осећај "кнедле" у грлу и ретенцију урина. Сензорички симптоми или дефицити укључују губитак осећаја додира или бола, двослике, сљепоћу, глувоћу и халуцинације.
У симптоме убрајамо и нападе грчева или конвулзије. Што је особа скромнијег медицинског знања, то су приказани симптоми неуверљивији. Интелектуалци настоје исказати рафинираније симптоме и дефиците који могу деловати као неуролошки или неки други поремећај.  Symptoms of conversion disorder usually occur suddenly. Conversion disorder is typically seen in individuals aged 10 to 35,
Обзиром на то да се и иза јасних слика конверзивног поремећаја може сакрити неки други телесни поремећај који ће тек за неколико година постати уочљив, дијагноза споменутог поремећаја се често дефинише као привремена. Према подацима из ранијих студија, код четвртине до половице особа с почетном дијагнозом конверзивних симптома утврђен је касније неки телесни поремећај.
Конверзивни симптоми обично се не јављају у складу с познатим физиолошким механизмима и анатомским регијама, већ према поимању поједине особе. "Парализа" може представљати немогућност да се изведе одређени покрет или да се помакне одређени део тела, а не дефицит одговарајуће моторичке инервације. Конверзивни симптоми често су непостојани. "Паралисани" екстремитет ће се "случајно" помакнути приликом облачења или кад је пажња усмерена негде другде. Ако "паралисану" руку пацијент подигне и остави изнад главе, она ће закратко остати у том положају, а затим пасти постранично, без да окрзне главу. Могу бити присутни интактни рефлекси, као и нормалан тонус мишића. Електромиограм ће бити нормалан. Тешкоће гутања једнаке су и код течне и код чврсте хране. Конверзивна "анестезија" стопала или длана може следити тзв. чарапа-рукавица дистрибуцију с једнаким губитком свих осећајних модалитета, оштро ограничених на темељу одређених анатомских регија, а не према дерматомима. Конверзивни "напад грчева" варираће од конвулзије до конвулзије, али пароксизималне активности неће бити забележене на ЕЕГ-у.
Бројни неуролошки поремећаји могу бити превиђени и вођени под дијагнозом конверзивног поремећаја. Најчешће су то мултипла склероза, мијастенија гравис, идиопатске дистоније и дистоније проузрочене психоактивним супстанцама. Ипак, присутност неуролошког поремећаја не искључује дијагнозу конверзивног поремећаја. Отприлике трећина особа с конверзивним симптомима имала је или има неуролошки поремећај. Конверзивни поремећај можемо дијагностификовати и у присутности неуролошког или другог поремећаја, ако симптоми нису у потпуности објашњени природом и тежином неуролошког или другог поремећаја.
Традиционално се појам конверзије изводи из хипотезе да телесни симптоми представљају симболично разрешење несвесног психолошког конфликта, смањујући анксиозност и задржавајући конфликт изван свесног. Особа може извући и "секундарну добит" из конверзивног симптома, тј. неку добит или избећи штетне послове и обвезе.

## Лечење конверзивног поремећаја
Већина конверзивних симптома ремитира се спонтано или након бихевиоралних интервенција, сугестија или у супортивном окружењу. Међутим симптоми који се често понављају могу бити третирани другим различитим терапијским методама.
Успешни третмани обухватају стварање атмосфере бриге за пацијента и ауторитативност у односу. Важно је осигурати за пацијента сигуран миље који потпомаже поступно нестајање симптома. Кад су створени такви услови, клиничар може ненаметљиво, индиректно и с осећајем за такт интерпретирати конверзивни симптом не упуштајући се с пацијентом у расправу о природи конверзивног поремећаја.
Анксиолитичка фармакотерапија може редуковати анксиозност и дозволити пацијенту активније учешће у психотерапијском процесу који иначе за пацијента може бити емоционално пре захтеван и преплављивати га анксиозношћу.